# Zaha Hadid Architects
Zaha Hadid Architects é um escritório britânico de arquitetura e design fundado por Zaha Hadid (1950–2016), com escritório principal situado em Clerkenwell, Londres. Após o falecimento da "starchitect" Zaha Hadid, o arquiteto alemão Patrik Schumacher tornou-se chefe da empresa, na época com uma equipe de 400 pessoas, com 36 projetos em 21 países.
No início de 2020, a empresa projetou uma cidade virtual, Liberland Metaverse, baseada na micronação Liberland e hospedada na plataforma Metaverso.  Na década de 2020, a empresa recorreu à inteligência artificial para ajudar na concepção de locais de trabalho; a empresa criou uma unidade interna dedicada chamada ZHAI (Zaha Hadid Analytics + Insights) para abordar a utilização de IA, algo incomum entre empresas semelhantes.

## Prêmios recentes

### 2023

#### Prêmios Mundiais de Arquitetura[6]
- Realizou projetos de arquitetura premiados: Sede da BEEAH ( Emirados Árabes Unidos )
- Projetos de arquitetura premiados: Centro Internacional de Convenções e Teatros ( Polinésia Francesa )

#### Prêmio Johnson Controls Projeto do Futuro[7]
- Sede da BEEAH ( Emirados Árabes Unidos )

### 2022

#### Prêmio de Excelência em Design do Reino Unido
- Praça Infinitus (Gangzhou, China) [8] (Large Projects)

#### Prêmios Architzer Prêmios A+
Vencedor do júri de Melhor Grande Empresa
Vencedor do júri para Arquitetura + Concreto: Ponte Striatus 3D Impressa (Veneza, Itália) 

## Trabalho arquitetônico

### Principais projetos concluídos
- Corpo de Bombeiros de Vitra (1994), Weil am Rhein, Alemanha
- Hoenheim-North Terminus & Car Park (2001), Hoenheim, França. Arquiteto do projeto: Stephane Hof
- Salto de esqui de Bergisel (2002), Innsbruck, Áustria
- Centro Rosenthal de Arte Contemporânea (2003), Cincinnati, Ohio, EUA
- Edifício Central BMW (2005), Leipzig, Alemanha
- Anexo Ordrupgaard (2005), Copenhague, Dinamarca
- Centro de Ciências Phaeno (2005), Wolfsburg, Alemanha
- Centros de Maggie no Victoria Hospital (2006), Kirkcaldy, Escócia
- Pavilhão da Vinícola Tondonia (2001–2006),[12] Haro, Espanha
- Redesenho da praça Eleftheria (2007), Nicósia, Chipre
- Novas estações Hungerburgbahn (2007), Innsbruck, Áustria
- Chanel Mobile Art Pavilion (2006–2008), Tóquio, Hong Kong, Nova York, Londres, Paris, Moscou
- Pavilhão da Ponte (2008), Saragoça, Espanha
- Pavilhão JS Bach, Festival Internacional de Manchester (2009), Manchester, Reino Unido
- Torre CMA CGM (2007–2010), Marselha, França
- Pierres Vives (2002–2012), Montpellier, França
- MAXXI - Museu Nacional das Artes do Século XXI (1998–2010), Roma, Itália.[13] Vencedor do Prêmio Stirling 2010.
- Ópera de Guangzhou (2010), Guangzhou, República Popular da China
- Riverside Museum (2011), um desenvolvimento do Glasgow Transport Museum, Escócia
- Centro Heydar Aliyev (2007-2012), Baku, Azerbaijão[14]
- Museu de Arte Eli e Edythe Broad, Michigan State University, (2008–2012) [15]
- London Aquatics Centre (2012), Londres, Reino Unido, um local com 17.500 lugares para os Jogos Olímpicos de Verão de 2012
- Galaxy SOHO (2008-2012), Pequim, China
- Dongdaemun Design Plaza & Park (2008–2014), Seul, Coreia do Sul
- Edifício da Autoridade Portuária (2009-2016), Antuérpia, Bélgica
- Estação ferroviária Napoli Afragola, Itália[16]
- Novo Terminal Marítimo em Salerno, Itália

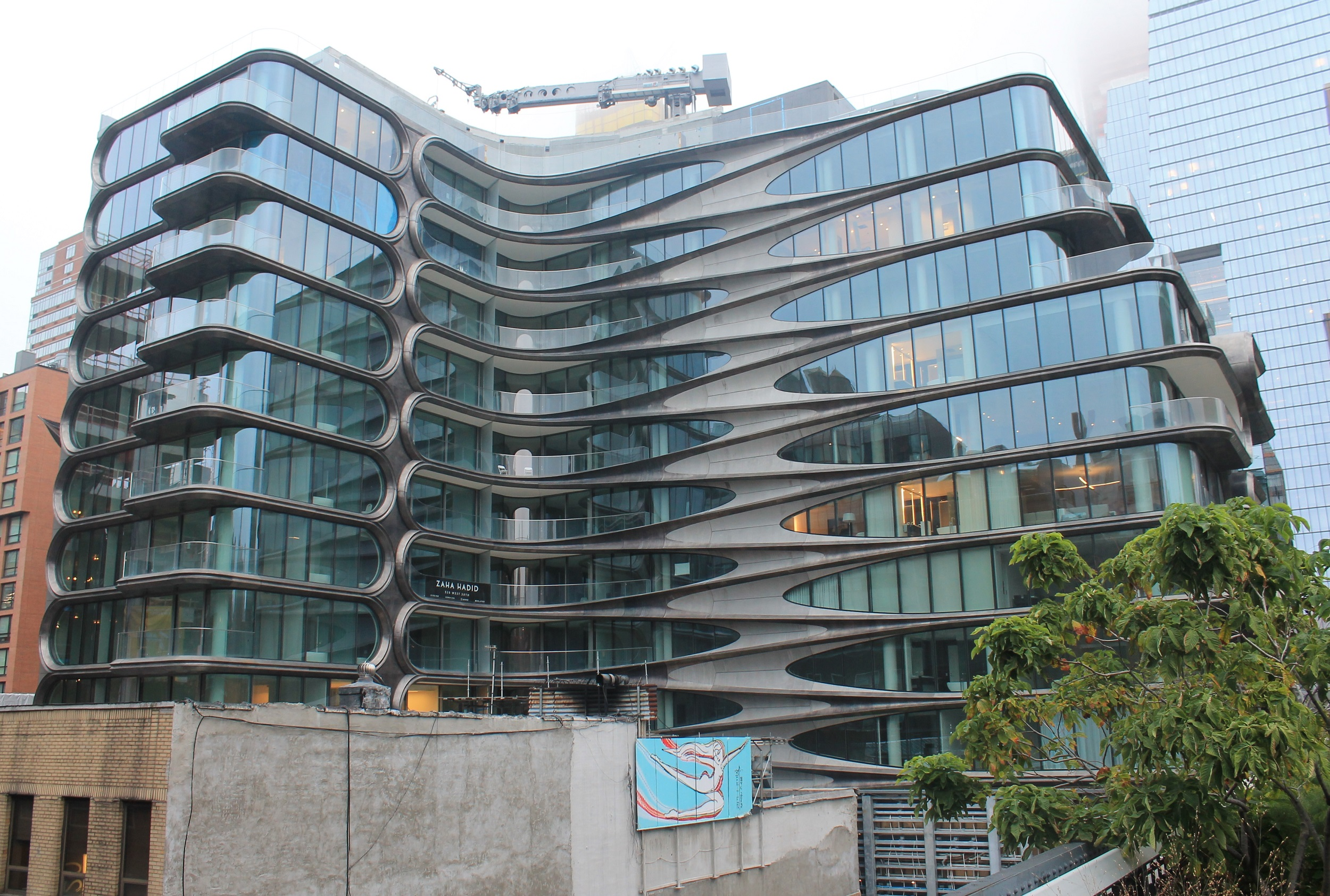
520 West 28th Street, Manhattan, Nova York (2018)

- 520 West 28th Street, Manhattan, Nova York (2018) 520 West 28th Street (2013-2018), Manhattan, Nova York
- Torre de escritórios Citylife ( Storto ) e residenciais, Milão, Itália
- Edifício do terminal do Aeroporto Internacional Daxing de Pequim (2014–2019), Pequim, China
- Leeza SOHO (concluído em 2019), Pequim, China
- The Opus (2007-2020), Dubai, Emirados Árabes Unidos
- Loja de departamentos North Souks (concluída em 2021), Beirute, Líbano
- Infinitus Plaza (2022), Guangzhou, China[17][18]
- Sede da BEEAH (concluída em 2022), Emirados Árabes Unidos[19]

### Projetos inacabados
- Mandarin Oriental Dellis Cay, Villa D (a casa particular planejada estava prevista para ser concluída em 2010, mas foi cancelada em 2011 após a falência do projeto), Dellis Cay, Ilhas Turks e Caicos .
- Museu Nuragic e Arte Contemporânea (2006) (em espera), Cagliari, Itália
- Estádio Olímpico Nacional de Tóquio, em Tóquio, Japão. (Descartado em julho de 2015 pelo primeiro-ministro Shinzo Abe )

### Projetos em andamento e futuros
- Torre do Banco Central do Iraque, Bagdá, Iraque (a ser concluída em 2022).
- Fereshteh Pasargad Hotel, Teerã, Irã (a ser concluído até 2022).
- Central Business District Praga, Praga, República Tcheca (a ser concluído até 2023) [20]
- Ponte Danjiang, Taipei, Taiwan (a ser concluída em 2022)
- Mercury Tower, St. Julian's, Malta (a ser concluída em 2023)
- Aeroporto Internacional Navi Mumbai, Mumbai, Índia (Fase 1 com inauguração em 2024)
- Aeroporto de Western Sydney, Sydney, Austrália (Fase 1 com inauguração em 2026)
- Terminal 3B do Aeroporto Internacional de Chongqing Jiangbei, Chongqing, China
- Museu de Ficção Científica de Chengdu (em construção, 2022), Chengdu, China[21]
- Sede da Oppo, Shenzhen, China (a ser concluída até 2025)
- Plano Diretor do Porto de Tallinn 2030 para o Porto da Cidade Velha, Tallinn, Estônia (a ser concluído até 2030) [22]
- Desenvolvimento planejado da Ilha Unicórnio, Chengdu, China
- Centro de Exposições e Conferências Start-Up, Chengdu, China[23]
- Torre C na Base da Super Sede da Baía de Shenzhen, Shenzhen, China (a ser concluída em 2027) [24]
- Estação ferroviária de Vilnius "Green Connect", Vilnius, Lituânia[25]
- Redesenvolvimento do condomínio Surfside, Surfside, Flórida[26]
- Centro Internacional de Convenções e Teatros (projetado em 2022), Polinésia Francesa

### Projetos conceituais
- Projeto híbrido de extensão da Price Tower (2002), Bartlesville, Oklahoma - pendente
- Guggenheim-Hermitage Vilnius, Vilnius, Lituânia, (2008–2012) – não realizado
- Regeneração à beira-mar de Kartal-Pendik, Istambul, Turquia
- Edifício de escritórios bolha da Praça Szervita, Budapeste, Hungria – não realizado
- Metaverso de Liberlândia[27]